# Радзиц ІІ
Радзиц II ( Radzic II, Kmicic ) - шляхетський герб, різновид герба Радзиц.

## Опис герба
За геральдичними правилами, герб має бути описано так: 
У червоному полі стоїть срібний якір, у верхньому лівому куті від якого розташована така ж шестипроменева зірка. 
Клейнод - три страусиних пір'їни. 
Намет червоний, підбитий сріблом. 

## Історія герба
Це різновид герба Радзиц, що належав Кміцицу, осілому в XVII столітті в Оршанському повіті Литви. Найперша згадка в Каяловича 1656 року, коли згадані Микола Кміциц поет і його племінники Семюел Кміциц,  прапорщик оршанський і староста старосільський, відмінний солдат - прототип Сенкевичевого Андрея Кміцица, і його брат Ян, теж солдат. 

## Геральдичний рід
Тадеуш Гайль дає такі прізвища гербового роду: Кміциці (Kmicic), Райпольські (Rajpolski) . 